# 雫石町総合運動公園野球場
雫石町総合運動公園野球場（しずくいしちょうそうごううんどうこうえんやきゅうじょう）は、岩手県雫石町にある野球場。

## 施設概要
- 両翼：91.5m、中堅：120m
- 内野：土、外野：天然芝
- 収容人員：3,700人（スタンド席:700人、芝生席:3,000人）
- スコアボード：LED式（スポーツ振興くじ助成金により整備）
- 照明設備：6基